# 밀리라니
밀리라니(Mililani)는 미국 하와이 호놀룰루 카운티 오아후섬 중심 인근에 위치한 도시이다.
CDP에선 밀리라니를 "밀리라니 타운"과 "밀리라니 마우카", 두 지역으로 나눴다. 2010년 인구 조사에서 밀리라니 타운 인구는 27,629명, 밀리라니 마우카 인구는 21,039명으로 집계되었다.